# Inyokern
Inyokern és una concentració de població designada pel cens dels Estats Units a l'estat de Califòrnia. Segons el cens del 2000 tenia 984 habitants.

## Demografia
Segons el cens del 2000, Inyokern tenia 984 habitants, 418 habitatges, i 270 famílies. La densitat de població era de 34,3 habitants/km².
Dels 418 habitatges en un 25,6% hi vivien nens de menys de 18 anys, en un 52,9% hi vivien parelles casades, en un 8,6% dones solteres, i en un 35,4% no eren unitats familiars. En el 31,1% dels habitatges hi vivien persones soles el 10,3% de les quals corresponia a persones de 65 anys o més que vivien soles. El nombre mitjà de persones vivint en cada habitatge era de 2,35 i el nombre mitjà de persones que vivien en cada família era de 2,96.
Per edats la població es repartia de la següent manera: un 24,2% tenia menys de 18 anys, un 6,7% entre 18 i 24, un 26,1% entre 25 i 44, un 30,1% de 45 a 60 i un 12,9% 65 anys o més.
L'edat mediana era de 42 anys. Per cada 100 dones de 18 o més anys hi havia 102,7 homes.
La renda mediana per habitatge era de 35.046 $ i la renda mediana per família de 41.500 $. Els homes tenien una renda mediana de 50.938 $ mentre que les dones 33.889 $. La renda per capita de la població era de 21.707 $. Entorn del 10,5% de les famílies i el 20,5% de la població estaven per davall del llindar de pobresa.

## Poblacions més properes
El següent diagrama mostra les poblacions més properes.